# 李世谟
李世谟（1924年—），男，湖北武汉人，中国船舶流体力学家，曾任武汉水运工程学院教授、博士生导师。